# Groupe de NGC 1700
Le groupe de NGC 1700 comprend au moins sept galaxies situées dans les constellations de l'Éridan et d'Orion. La distance moyenne entre ce groupe et la Voie lactée est d'environ 57,4 Mpc (∼187 millions d'al). 

## Membres
Le tableau ci-dessous liste les sept galaxies du groupe indiquées dans l'article de A.M. Garcia paru en 1993. Notons que NGC 1741 est en réalité une paire de galaxies constituée de PGC 16570 et de PGC 16574.   
| Nom       | Const. | Class.      | Type                        | α (J2000.0)   | δ (J2000.0)  | Vitesse radiale (km/s) | m     | Distance (Mpc) | Diamètre (kal) |
| --------- | ------ | ----------- | --------------------------- | ------------- | ------------ | ---------------------- | ----- | -------------- | -------------- |
| IC 2102   | Éridan | SB(rs)cd    | Spirale barrée              | 04h 51m 55.3s | -04° 57′ 06″ | 3630 ± 8               | 13,8  | 53,1 ± 3,7     | 74             |
| NGC 1700  | Éridan | E4          | Elliptique                  | 04h 56m 56.3s | -04° 51′ 57″ | 3899 ± 2               | 11,2  | 57,2 ± 4,0     | 115            |
| NGC 1729  | Orion  | SA(s)c      | Spirale                     | 05h 00m 15.7s | -03° 21′ 09″ | 3632 ± 4               | 12,9  | 53,3 ± 3,7     | 63             |
| PGC 16570 | Éridan | SB(s)m      | Spirale barrée magellanique | 05h 01m 38.3s | -04° 15′ 25″ | 4136 ± 2               | 14,31 | 56,4 ± 3,9     | 22             |
| PGC 16573 | Éridan | SB(s)m? pec | Spirale barrée magellanique | 05h 01m 36.2s | -04° 15′ 43″ | 4019 ± 0               | 12,50 | 59,1 ± 4,1     | 76             |
| NGC 1741  | Éridan | Sdm? pec    | Spirale magellanique        | 05h 01m 38.3s | -04° 15′ 25″ | 4039 ± 5               | 14,4  | 59,4 ± 4,2     | 84             |
| IC 399    | Éridan | IAB(s)m pec | Irrégulière magellanique    | 05h 01m 44.0s | -04° 17′ 20″ | 3997 ± 9               | 15,4  | 58,8 ± 4,3     | 34             |

Le site DeepskyLog permet de trouver aisément les constellations des galaxies mentionnées dans ce tableau ou si elles ne s'y trouvent pas, l'outil du site constellation permet de le faire à l'aide des coordonnées de la galaxie. Sauf indication contraire, les données proviennent du site NASA/IPAC.